# Engelsk setter
Engelsk setter är en hundras från England, Storbritannien. Den är en setter och stående fågelhund. I en undersökning 2012/2013 utnämndes engelsk setter till en av världens tjugo populäraste hundraser. Rasens popularitet verkar emellertid ha minskat i dess hemland på senare år, i takt med att hundraser från andra länder har börjat bli populära.

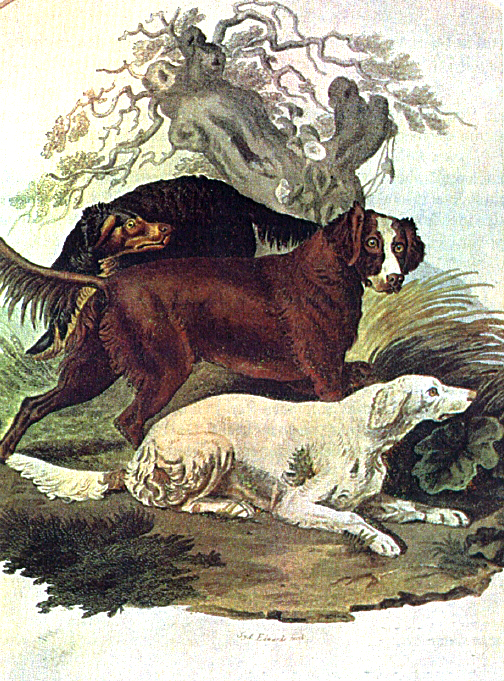
Tre olika setrar från Cynographia Britannica av Sydenham Edwards år 1800. Längst fram en Old English Setter.

## Historia
Den äldsta målningen av en engelsk setter är från år 1800, hunden kallades då Old English Setter. Störst förtjänst för att ha renavlat den engelska settern har Edward Laverack (1800-1877) som påbörjade sin avel 1825. Hans uppfödning ligger till grund för utställningstypen. Laverack bedrev hård linjeavel och hans egna hundar drabbades mot slutet av hans liv av inavelsdepression, men då hade andra uppfödare tagit vara på hundar från hans uppfödning och korsat dem med andra stammar. Utöver Laverack Setters så var berömda linjer under 1800-talet Anglesea, Featherstone, Newcastle, Old Hemlock och Ryman.
Bland dem som avlade vidare på Laveracks settrar fanns Richard Purcell Llewellin (1840-1925) som anses vara den främste upphovsmannen av jakttypen. Till slut drabbades även hans settrar av inavelsdepression, men också hans uppfödning togs tillvara av andra uppfödare som inte tillämpade lika extrema metoder.

## Egenskaper
Den engelska settern har ett mjukt temperament som gör den till en behaglig sällskapshund. Den är en framstående jakthund, mycket energisk och med stor jaktlust. För att få högre utmärkelser på utställning måste en engelsk setter ha meriter från jaktprov för stående fågelhund.

## Utseende
Engelsk setter är en medelstor hund som präglas av elegans, långa linjer, strama muskler, vacker päls och fria, flytande rörelser. Jakttypen är något lättare och mindre än utställningstypen.